# Til vi ligger
Til vi ligger er det tredje studiealbum fra den danske sanger og sangskriver Shaka Loveless. Albummet udkom den 4. september 2015 på Universal Music. Musikalsk er albummet mindre reggae-præget i forhold til Loveless' to tidligere album, og refererer i stedet til "80’er-omkvæd og Shaka Loveless’ hiphopfortid", om hvilket Shaka Loveless har udtalt: "Jeg er blevet kaldt Danmarks reggaekonge, og det har føltes malplaceret. Jeg har haft lyst til at slå mig selv i hovedet, når jeg hørte det. Med det nye album er det slut med den slags titler."
Albummets første single, "Helt fin dag" udkom den 20. april 2015. Sangen handler om at komme videre efter et brud, om hvilket Shaka Loveless har udtalt: "Dermed medgiver jeg jo også, at tingene ikke altid har været så lyse. Man kan kun lave den slags sange, så de føles troværdigt, hvis man kender kontrasten, kender mørket. Modsætninger er gode at skrive på, og jeg rummer begge sider". "Ud af mørket" udkom den 15. juni 2015 som albummets anden single. Singlen er en duet med sangerinden Medina, og handler ifølge Shaka Loveless om at have en skyggeside og om "at blive løftet og taget væk fra et dårligt sted af et godt menneske, og det tror jeg, at vi begge kan relatere til." Sangen har opnået en andenplads på airplay-listen. I september 2015 modtog "Ud af mørket" guld. Den 11. september 2015 udkom albummets tredje single, "I nat er vi ladt", featuring Simon Kvamm.
Til vi ligger debuterede som nummer 10 på hitlisten, med en salgsscore på 356.

## Anmeldelser
Henrik Bæk fra Gaffa gav albummet fem ud af seks stjerner. Anmelderen skrev at samarbejdet med produceren Fridolin Nordsø "har båret frugt, og der er kommet et rigtig godt og alsidigt album ud af bestræbelserne fordelt på ti numre, heraf fire duetter, som man måske ikke lige havde set komme." Pernille Smith Larsen fra Berlingske gav albummet tre ud af seks stjerner. Om sangene "Lad det ligge", "Tager mig sammen til det", "Ud af mørket", og "Slut nu", skrev hun at "selv om teksterne indimellem er så simple, at de bliver halvbanale at høre på, kan man dog kun have respekt for, at Loveless kredser om emner som depression og selvdestruktion uden at glamourisere dem." Anmelderen noterede sig at albummet musikalsk var inspireret af "amerikansk hip-hop", og roste "Tager mig sammen til det" for dens referencer til Timbaland-produktioner, men var kritisk over for "Lad det ligge", som hun beskrev som en "DJ Mustard-inspireret klubsag". Politiken's Pernille Jensen var ligeledes kritisk over for albummet, som hun gav to ud af seks hjerter. Anmelderen var kritisk over for teksterne på især "Venus" og "Lad det ligge", og mente duetterne "stjæler fokus fra lyden af Shaka selv".

## Spor
| #   | Titel                                      | Sangskriver(e)                                            | Længde |
| --- | ------------------------------------------ | --------------------------------------------------------- | ------ |
| 1.  | "Slut nu"                                  | Shaka Loveless, Fridolin Nordsø                           | 3:33   |
| 2.  | "Helt fin dag"                             | Loveless, Fridolin Nordsø                                 | 3:49   |
| 3.  | "Til vi ligger" (featuring Rasmus Walter)  | Loveless, Rasmus Walter, Fridolin Nordsø                  | 3:31   |
| 4.  | "Venus"                                    | Loveless, Fridolin Nordsø                                 | 3:40   |
| 5.  | "Ud af mørket" (featuring Medina)          | Loveless, Medina Valbak, Fridolin Nordsø, Frederik Nordsø | 3:16   |
| 6.  | "Tager mig sammen til det"                 | Loveless, Fridolin Nordsø, Frederik Nordsø                | 3:50   |
| 7.  | "I nat er vi ladt" (featuring Simon Kvamm) | Loveless, Simon Kvamm, Fridolin Nordsø                    | 2:56   |
| 8.  | "En anden mand"                            | Loveless, Fridolin Nordsø, Lasse Kramhøft                 | 3:47   |
| 9.  | "Lad det ligge" (featuring Jooks)          | Loveless, Johan Forsby, Fridolin Nordsø, Frederik Nordsø  | 3:14   |
| 10. | "Alt for høj"                              | Loveless, Fridolin Nordsø                                 | 3:29   |